# Ульрихс, Карл Генрих
Карл-Генрих Ульрихс (нем. Karl Heinrich Ulrichs; 28 августа 1825, Аурих (Германия) — 14 июля 1895, Л’Акуила (Италия)) — немецкий адвокат, журналист, писатель и зачинатель движения за права ЛГБТ, один из пионеров сексологии.

## Биография
Родился в Ганновере. В зрелые годы Ульрихс вспоминал, что, будучи ребёнком, он тайно надевал одежду для девочек, предпочитал играть с девочками и хотел быть девочкой, а невинность потерял в 14 лет со своим инструктором по верховой езде.
В 1846 году получил степень бакалавра права и теологии в Университете Гёттингена. Затем два года изучал историю в Берлинском университете и писал магистерскую диссертацию  по Вестфальскому миру (на латинском языке). В 1849—1857 гг. работал юридическим советником районного суда в Хилдесхайме. 
В 1862 году совершил едва ли не первый в истории каминг-аут, сообщив своим друзьям и родственникам о гомосексуальности. Собственно термин «гомосексуальный» впервые в истории употребил через 6 лет в письме к Ульрихсу его единомышленник Кертбени. В 1860-е и 1870-е годы опубликовал в Германии 12 памфлетов в защиту однополой любви.
После присоединения Ганновера к Пруссии в 1866 г. Ульрихс был заключен в тюрьму за антипрусскую деятельность.  Позднее вёл уединённую жизнь в итальянском местечке Л'Акуила. С 1889 года издавал единственную в своём роде газету на латыни (Alaudae), где публиковались сочинения современных авторов, пишущих на этом мёртвом языке. 
Ульрихс умер в бедности и забвении; на его надгробии были выбиты слова: «Изгой и нищий». Однако его взгляды привлекли внимание Дж. А. Симондса (1840-1893), который написал о них статью, вошедшую в его совместную с Эллисом книгу о гомосексуальности.

## Взгляды на гомосексуальность
В серии книг «Исследование загадки любви между мужчинами», написанных в 1860—1870-х годах, Ульрихс предложил термин «уранизм» для обозначения гомосексуальности. Ульрих разработал классификацию человеческих типов. Он полагал, что гомосексуалы не являются ни мужчинами, ни женщинами, а представляют собой третий пол. Таких людей он именовал urning — «урнингами» (причем считал, что любовь урнингов более возвышена, чем любовь между мужчиной и женщиной) или uranier (в русском языке нет аналога).
Ульрих полагал, что уранизм является врождённым свойством человека, и утверждал, что гомосексуалы вследствие этого не должны привлекаться к уголовной ответственности. Выступая на Конгрессе немецких юристов в Мюнхене 29 августа 1867 года, Ульрих заявил, что антигомосексуальное законодательство должно быть упразднено. Такое предложение в то время не встретило понимания юристов. За идею создания «союза уранистов» (так и не осуществлённую) Ульрих был заключён на два года в тюрьму.
Теоретические построения Ульриха отличались от взглядов других современных ему учёных тем, что он считал гомосексуальность разновидностью нормы, а не патологией. Он первый описал гомосексуальную личность и ввёл термин «сексуальная ориентация», предполагая, что она является естественной и неизменной.

## Сочинения Ульрихса
- Numa Numantius. Vindex. Social-juristische Studien über mannmännliche Geschlechtsliebe. Leipzig, Heinrich Matthes, 1864.
- Numa Numantius. Inclusa. Anthropologische Studien über mannmännliche Geschlechtsliebe. Leipzig, Heinrich Matthes, 1864.
- Numa Numantius. Vindicta. Kampf für Freiheit von Verfolgung u. s. w. Leipzig, Heinrich Matthes, 1865.
- Numa Numantius. Formatrix. Anthropologische Studien über urnische Liebe. Leipzig, Heinrich Matthes, 1865.
- Numa Numantius. Ara Spei. Moralphilosophische und socialphilosophische Studien über urnische Liebe. Leipzig, Heinrich Matthes, 1865.
- K. H. Ulrichs. Gladius Furens. Das Naturräthsel der Urningsliebe und der Irrthum der Gesetzgeber. Kassel, G. Württenberger, 1868.
- K. H. Ulrichs. Memnon. Die Geschlechtsnatur des mannliebenden Urnings u. s. w. Schleiz, C. Hübscher (Hugo Heyn), 1868.
- K. H. Ulrichs. Incubus. Urningsliebe und Blutgier. Leipzig, A. Serbe, 1869.
- K. H. Ulrichs. Argonauticus. Zastrow und die Urninge u. s. w. Leipzig, A. Serbe, 1869.
- K. H. Ulrichs. Prometheus. Beiträge zur Erforschung des Naturräthsels des Uranismus u. s. w. Leipzig, A. Serbe, 1870.
- K. H. Ulrichs. Araxes. Ruf nach Befreiung der Urningsnatur vom Strafgesetz. Schleiz, C. Hübscher (Hugo Heyn), 1870.
- K. H. Ulrichs. Critische Pfeile. Denkschrift über die Bestrafung der Urningsliebe. Leipzig, Otto & Kadler, 1880.